# El cadillac de Dolan (película)

## Argumento
El profesor de historia Tom Robinson (Wes Bentley) vive en Las Vegas con su esposa Elizabeth (Emmanuelle Vaugier). Un día, en un viaje de equitación al desierto, Elizabeth es testigo de los asesinatos que comete un gánster, Jimmy Dolan (Christian Slater). Elizabeth es descubierta, no alcanza a huir de Dolan y los matones. Se le cae el móvil, que es encontrado por los matones y que estos utilizan para identificarla. Pronto después de que Elizabeth se encuentra en su casa hay un mensaje de advertencia (encuentra un cadáver con labios cosidos) diciéndole que debe mantener silencio.
Los Robinson acuden a las autoridades y un oficial (Al Sapienza) los incluye en el programa de Protección de Testigos. Poco tiempo después, Elizabeth despierta de repente por la noche cuando necesita vomitar y piensa que está embarazada. Creyendo que su sueño ha sido cierto, se apasiona y se apresura en el hotel para comprar pruebas de embarazo, Tom sigue soñando. Cuando intenta arrancar su coche, este explota delante de Tom, y Elizabeth es asesinada.
Devastado, Tom empieza a beber, y finalmente decide buscar venganza contra Dolan. Se hace con un arma de fuego de gran calibre, una Smith & Wesson 500, y sigue a Dolan alrededor de la ciudad, finalmente lo sigue durante una noche. Pero antes de que pueda dispararle, hay un rival de Dolan en el parque de atracciones que se anticipa haciendo un disparo, el cual falla porque Dolan está protegido por un chaleco antibalas.
Robinson continúa siguiendo a Dolan, quién pronto lo ve y confirma su identidad. Los dos paran sus coches en el desierto de Nevada, acabando con una confrontación en la que Dolan deja a Robinson vivo creyendo que dejándolo con vida será más angustiosa para Robinson su muerte.
Robinson consigue un trabajo con una empresa de construcción que trabaja en las carreteras por las que Dolan va a menudo. Después de un trabajo agotador, Robinson planea su trampa: un gigantesco agujero en la carretera, lo bastante grande para atrapar un automóvil pero no tanto como para dejar huir a Dolan. Cuando Dolan cae al agujero, la conductora es asesinada y otro pasajero (Greg Bryk) está herido. Dolan le dispara sin piedad y el otro pasajero se encuentra agonizando.
Una vez Dolan ha sido atrapado, Robinson llega al agujero, diciéndole a Dolan que vio todo el accidente. Dolan, aun así, finalmente se da cuenta de que el conductor es, de hecho, Robinson, y comienza a suplicar a Robinson para que lo deje ir. Robinson comienza a rellenar el agujero con tierra, Dolan cree que tiene posibilidades para escapar.
El programa oficial de Protección de Testigos no tarda en llamar a Robinson para decirle que Dolan había sido víctima de abusos sexuales cuando era niño, un delito que habría destruido a Dolan. Robinson no se preocupa, y termina de llenar el agujero. Va poniendo bloques de hormigón encima del Cadillac, mientras Dolan grita dentro del agujero. 
Regresan las llamadas del oficial y le dice a Robinson que ya tienen pruebas para hacerles pagar una larga condena. Robinson tira el teléfono y se escuchan risas maníacas.

## Reparto
- Wes Bentley como Tom Robinson.
- Christian Slater como Jimmy Dolan.
- Emmanuelle Vaugier como Elizabeth Robinson.
- Greg Bryk como Jefe.
- Aidan Devine como Romano.
- Al Sapienza como Fletcher.
- Karen Leblanc Como Delta.
- Cory Generoux Como Pedro.
- Vivian Ng como Jun Li.
- Patrick Bird como Jose.
- Eugene Clark como Tink.
- Max Keene como Danny.
- Robert Benz como Sheriff Bob.
- Timothy Allen como Marshall.
- Amy Matysio como Amy.
- Tony Munch como Bloqueador.
- Darla Biccum como Reba.

## Producción
La popular cantante japonesa Crystal Kay proporcionó la canción titulada "Hold On" la cual suena al final de la película.

## DVD
La película fue lanzada en DVD el 6 de abril de 2010.